# Rudolf Hallig
Rudolf Hallig (* 12. April 1902 in Löbau; † 29. Oktober 1964 in Freiburg im Breisgau) war ein deutscher Romanist und Sprachwissenschaftler.

## Leben
Hallig promovierte 1933 in Leipzig bei Walther von Wartburg über Die Benennungen der Bachstelze in den romanischen Sprachen und Mundarten. Er lebte zu diesem Zeitpunkt in Lindenthal bei Leipzig. 1948 habilitierte er sich 1948 in Göttingen bei Wilhelm Kellermann mit einem Sprachatlas des Departements Lozère und der angrenzenden Kantone der Departemente Gard und Ardèche. Er war von 1931 bis 1945 Lektor der französischen Sprache und Assistent am Romanischen Seminar der Universität Leipzig (mit Gastdozentur an der University of Chicago 1936) und von 1947 bis 1959 Lektor für Französisch in Göttingen (ab 1948 Privatdozent, ab 1953 außerplanmäßiger Professor). Von 1963 bis zu seinem frühen Tod war er kurze Zeit Professor an der Albert-Ludwigs-Universität Freiburg.

## Werke
- (zusammen mit Walther von Wartburg) Begriffssystem als Grundlage für die Lexikographie. Berlin 1952.
- Spracherlebnis und Sprachforschung. Aufsätze zur romanischen Philologie. Hrsg. von Helmut Peter Schwake. Heidelberg 1970.